# Argentina en los Juegos Olímpicos de Sarajevo 1984
Argentina participó en los Juegos Olímpicos de Sarajevo 1984, con una delegación de 18 atletas (13 hombres y 5 mujeres) que compitieron en 3 deportes.
El equipo olímpico argentino no obtuvo ninguna medalla en estos Juegos.

## Biatlón
Masculino
| Atleta          | Evento | Fallos | Tiempo    | Posición |
| --------------- | ------ | ------ | --------- | -------- |
| Oscar di Lovera | 10 km  | 3      | 40:25,7   | 59       |
| Víctor Figueroa | 10 km  | 5      | 41:04,2   | 61       |
| Víctor Figueroa | 20 km  | 7      | 1:34:02,3 | 55       |
| Luis Ríos       | 10 km  | 4      | 40:36,5   | 60       |
| Luis Ríos       | 20 km  | 10     | 1:42:17,9 | 58       |

## Esquí alpino
Masculino
| Atleta              | Evento          | 1.ª manga     | 1.ª manga     | 2.ª manga  | 2.ª manga  | Total     | Total     |
| Atleta              | Evento          | Tiempo        | Posición      | Tiempo     | Posición   | Tiempo    | Posición  |
| ------------------- | --------------- | ------------- | ------------- | ---------- | ---------- | --------- | --------- |
| Américo Astete      | Descenso        | —             | —             | —          | —          | 2:01,60   | 54        |
| Américo Astete      | Eslalon         | 1:04,90       | 42            | No terminó | No terminó | No avanzó | No avanzó |
| Jorge Birkner       | Descenso        | —             | —             | —          | —          | 1:54,92   | 45        |
| Jorge Birkner       | Eslalon         | 1:00,85       | 37            | 55,70      | 19         | 1:56,55   | 22        |
| Jorge Birkner       | Eslalon gigante | 1:33,82       | 48            | 1:34,18    | 45         | 3:08,00   | 46        |
| Enrique De Ridder   | Descenso        | —             | —             | —          | —          | 1:59,76   | 53        |
| Enrique De Ridder   | Eslalon gigante | 1:38,49       | 53            | 1:41,33    | 53         | 3:19,82   | 52        |
| Fernando Enevoldsen | Eslalon         | Descalificado | Descalificado | No avanzó  | No avanzó  | No avanzó | No avanzó |
| Fernando Enevoldsen | Eslalon gigante | 1:33,82       | 48            | 1:34,45    | 46         | 3:08,27   | 47        |
| Nicolás Van Ditmar  | Descenso        | —             | —             | —          | —          | 1:58,86   | 49        |
| Nicolás Van Ditmar  | Eslalon         | 1:02,30       | 39            | 58,18      | 24         | 2:00,48   | 24        |
| Nicolás Van Ditmar  | Eslalon gigante | No terminó    | No terminó    | No avanzó  | No avanzó  | No avanzó | No avanzó |

Femenino
| Atleta                  | Evento          | 1.ª manga     | 1.ª manga     | 2.ª manga | 2.ª manga | Total     | Total     |
| Atleta                  | Evento          | Tiempo        | Posición      | Tiempo    | Posición  | Tiempo    | Posición  |
| ----------------------- | --------------- | ------------- | ------------- | --------- | --------- | --------- | --------- |
| Gabriela Angaut         | Eslalon         | Descalificada | Descalificada | No avanzó | No avanzó | No avanzó | No avanzó |
| Gabriela Angaut         | Eslalon gigante | 1:19,63       | 47            | 1:23,53   | 40        | 2:43,16   | 40        |
| Magdalena Birkner       | Eslalon         | 56,36         | 23            | 58,39     | 18        | 1:54,75   | 18        |
| Magdalena Birkner       | Eslalon gigante | 1:17,64       | 46            | 1:22,06   | 39        | 2:39,70   | 39        |
| Geraldina Bobbio        | Eslalon gigante | 1:21,90       | 48            | 1:25,61   | 41        | 2:47,51   | 41        |
| Teresa Bustamante       | Descenso        | —             | —             | —         | —         | 1:21,62   | 30        |
| Teresa Bustamante       | Eslalon         | No terminó    | No terminó    | No avanzó | No avanzó | No avanzó | No avanzó |
| Teresa Bustamante       | Eslalon gigante | 1:15,33       | 44            | 1:18,86   | 36        | 2:34,19   | 36        |
| Magdalena Saint Antonin | Eslalon         | No terminó    | No terminó    | No avanzó | No avanzó | No avanzó | No avanzó |

## Esquí de fondo
Masculino
| Atleta                                                           | Evento            | Tiempo    | Posición |
| ---------------------------------------------------------------- | ----------------- | --------- | -------- |
| Alejandro Baratta                                                | 30 km             | 2:09:33,1 | 68       |
| Ricardo Holler                                                   | 15 km             | 54:34,6   | 75       |
| Ricardo Holler                                                   | 30 km             | 2:02:00,4 | 67       |
| Ricardo Holler                                                   | 50 km             | 3:05:41,2 | 50       |
| Julio Moreschi                                                   | 15 km             | 52:19,1   | 73       |
| Martín Pearson                                                   | 15 km             | 54:50,0   | 76       |
| Norberto von Baumann                                             | 15 km             | 52:08,9   | 72       |
| Julio Moreschi Norberto Baumann Ricardo Holler Alejandro Baratta | Relevos 4 x 10 km | 2:27:07,1 | 16       |